# Консерватизм (перегляд переконань)
У когнітивній психології та науці про прийняття рішень консерватизм або упередженість консерватизму — це упередження, яке відноситься до тенденції недостатньо переглядати свої переконання, при представлені нових доказів. Це упередження описує перегляд людських переконань, під час якого люди перевищують попередній розподіл (базова ставка) і занижують новий вибірковий доказ у порівнянні з переглядом переконань Баєса.
Відповідно до теорії, «зміна думки відбувається дуже впорядковано і зазвичай пропорційно числам теореми Баєса, але цього недостатньо». Іншими словами, люди оновлюють свої попередні переконання з появою нових доказів, але роблять це повільніше, ніж якби вони використовували теорему Баєса.

Це упередження обговорював Уорд Едвардс у 1968 році, який повідомив про експерименти, подібні до наступного:
Є два книжкових мішка, одна містить 700 червоних і 300 синіх фішок, а інша містить 300 червоних і 700 синіх. Візьміть одну з мішків. Тепер ви проводите вибірку випадковим чином, із заміною після кожного схеми. У 12 випалках ви отримаєте 8 червоних і 4 синіх. яка ймовірність того, що це переважно червоний мішок?
Більшість піддослідних вибрали відповідь приблизно .7. Правильна відповідь за теоремою Байеса ближча до 0,97. Едвардс припустив, що люди оновлювали переконання консервативно, відповідно до теорії Баєса, повільніше. Вони оновлювалися в 0,5 невідповідно згідно до спостережуваного упередження в кількох експериментах.

## У фінансах
У сфері фінансів було виявлено свідчення того, що інвестори недостатньо реагують на корпоративні події, що відповідає консерватизму. Сюди входять оголошення про доходи, зміни дивідендів та спліт акцій.

## Можливі пояснення
Традиційне пояснення цього ефекту полягає в тому, що він є продовженням якорування, як це було досліджено Тверськи та Канеманом. Початковий «якір» — це ймовірність 0,5, яка задана, коли є два варіанти без будь-яких інших доказів, і люди не можуть пристосуватися досить далеко. Проте нещодавнє дослідження припускає, що переконання консерватизму, можна бути пояснено інформаційно-теоретичним що передбачає гучне перетворення об'єктивних свідчень (спостереження) на суб'єктивні оцінки (судження). У дослідженні пояснюється, що оцінки умовних ймовірностей консервативні через шум при отриманні інформації з пам'яті, тоді як шум визначається як змішання доказів. Спогади високої ймовірності поєднуються з доказами низької ймовірності, і підсумкова оцінка нижче, ніж має бути. Відновлення спогадів з нижчою ймовірністю вище, ніж вони мають бути, і результатом є консерватизм (низький — недостатньо низький, а високий — недостатньо високий, результат недостатньо екстремальний, що є консервативним).
У ході стимульованого експериментального дослідження було показано, що консерватизм зменшився у людей з вищими когнітивними здібностями, хоч і не зникла.